# Coccolithophoridae
Los cocolitóforos o cocolitofóridos (Coccolithophoridae) son algas unicelulares, protistas fitoplanctónicos pertenecientes al subfilo Haptophyta. Se distinguen por estar cubiertos de placas (o escamas) distintivas de carbonato de calcio denominadas cocolitos, que son microfósiles importantes. Los cocolitóforos son exclusivamente marinos y se presentan en gran número en la zona fótica del océano. Un ejemplo de cocolitóforo importante globalmente es la especie Emiliania huxleyi.
Debido a su tamaño microscópico y a la extensa distribución de muchos de sus grupos, los cocolitos (nanoplancton calcáreo) son muy importantes como fósiles traza para resolver cuestiones de estratigrafía. Constituyen indicadores sensibles a los cambios de temperatura y salinidad de los océanos. Estos cambios pueden determinarse mediante análisis cuantitativos de la composición del nanoplancton calcáreo.